# Masakr v Kondomari

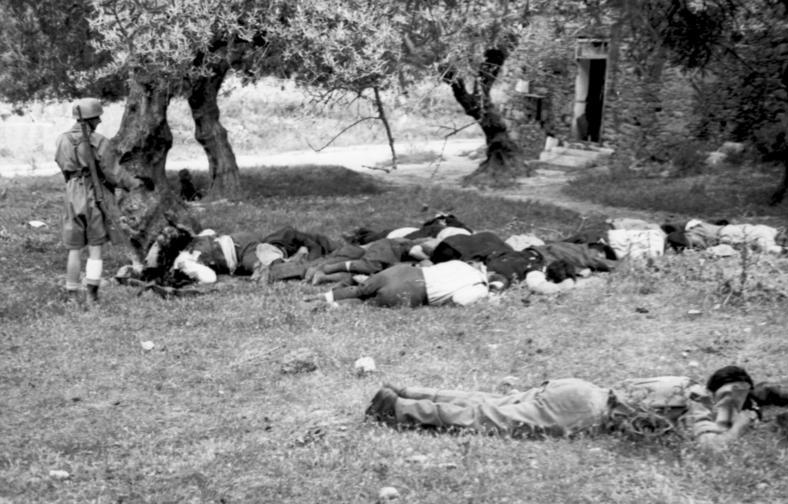
Popravení řečtí civilisté v Kondomari

Masakr v Kondomari (řecky Σφαγή στο Κοντομαρί) je označení popravy více než sta řeckých mužů-civilistů z krétské vesnice Kondomari německými padákovými myslivci 2. června 1941. Šlo o první ze série německých represálií vůči civilnímu obyvatelstvu na Krétě, které byly odvetou za zapojení tohoto obyvatelstva do obrany Kréty při německé invazi na Krétu během druhé světové války a za krutosti, kterých se tito civilisté dopouštěli během bojů vůči německým vojákům.